# István I. Andrássy
István I. Andrássy de Csíkszentkirály (* ~ zwischen 1650 und 1660, † ~1720) war ein ungarischer Adeliger und ein General der Kuruzen. Er war Begründer der „Älteren“ Betlerer Linie der Andrássys.

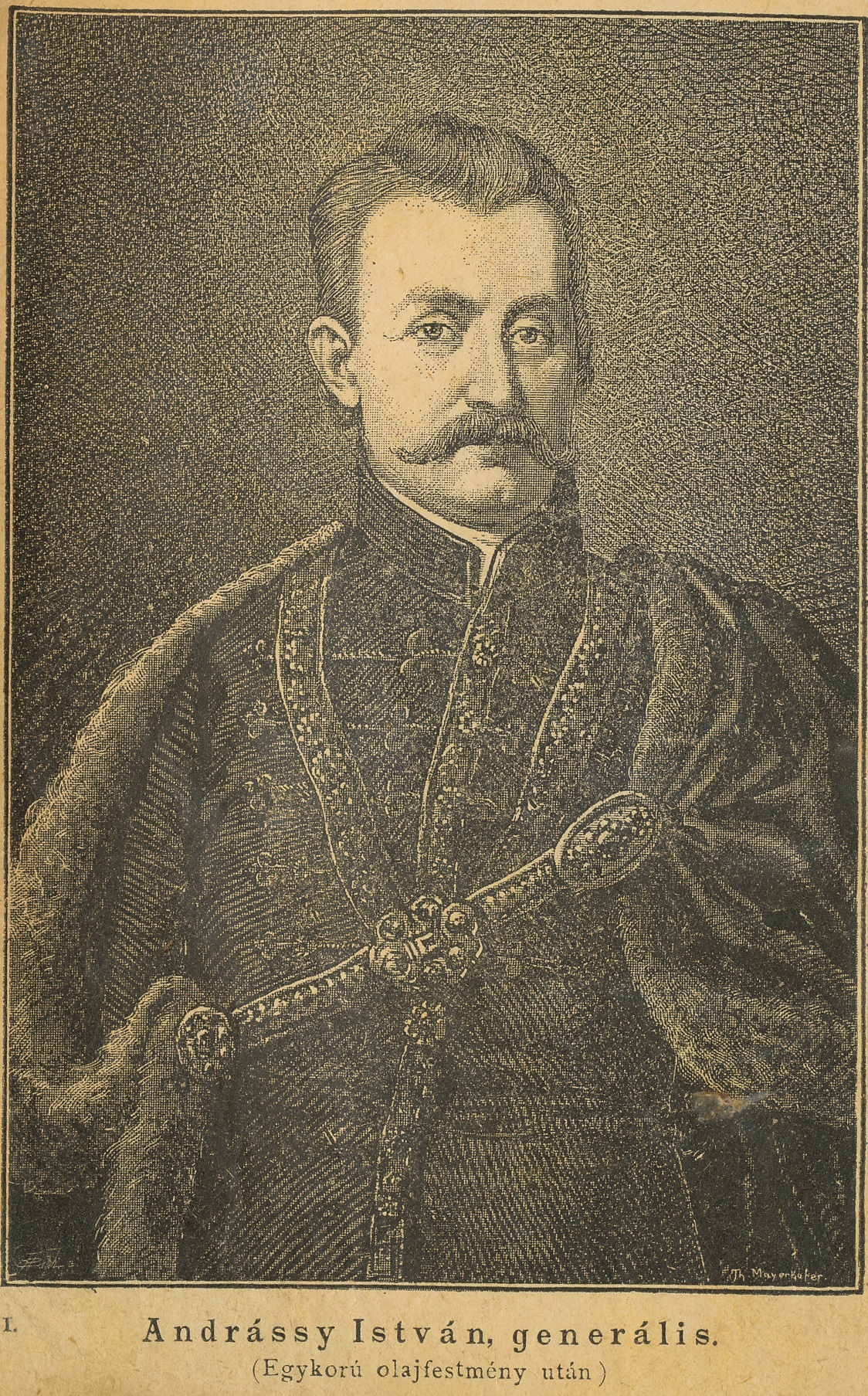
István I. Andrássy

## Leben
István I. Andrássy war der zweite Sohn des Barons Miklós Andrássy de Csíkszentkirály (* ~1620, † 1686) der Obergespan des Komitates Gemer war und dessen Ehefrau Gräfin Klára Zichy de Zich und Vásonkö († 1671). Die Andrássys gehörten zu jenen ungarischen Adelsfamilien, die stetig in der Gesellschaft des Königreich Ungarns aufstiegen und im Laufe der Jahrhunderte bedeutende Positionen einnahmen. Zwei seiner jüngeren Brüder, György (* nach 1660, † 1725) und Pál († 3. Februar 1713) waren ebenfalls Militärs, die es bis zum Generalsrang brachten.
In den Jahren 1683–84 war István Andrássy ein Anhänger und Gefolgsmann von Emmerich Thököly. Im Jahre 1703 wurde er zum Vizegespan des Komitates Gemer ernannt. Im November 1703 wurde er von den Kuruzen gefangen genommen und schloss sich danach Franz II. Rákóczi an. Am 13. März 1706 wurde István zum General ernannt. Und in dieser Eigenschaft nahm er am 6. und 7. November 1706 an Seite der Kuruzen bei der siegreichen Schlacht von Győrvár (Komitat Eisenburg) maßgebend teil. In dieser Schlacht wurde der Oberbefehlshaber der Kaiserlichen Truppen Hannibal Heister gefangen genommen. Nach dieser siegreichen Schlacht wurde er im Herbst 1706 zum Oberbefehlshaber der Truppen Südungarns ernannt.
Danach wurde Andrássy zum Verteidiger der Stadt Leutschau, Komitat Zips ernannt, die von den kaiserlichen Truppen drei Jahre lang belagert wurde. Andrássy entschloss sich die Stadt am 13. Februar 1710 an die unter der Führung des Generalfeldzeugmeisters Löffelholz stehenden Österreicher zu übergeben. Nach der Kapitulation und Übergabe der Stadt trat Andrássy in die Dienste des Kaiserlichen Heeres (Labanzen).
Bereits als Witwer lernte Andrássy in seiner Zeit als Kommandant von Leutschau die verheiratete Julianna Korponay-Géczy kennen, die im Nachbarhaus wohnte. Zwischen den beiden entwickelte sich ein heftige Liebesbeziehung, die beträchtliches Aufsehen in der damaligen Zeit erregte. Diese Beziehung wurde in den Roman „Die weiße Frau von Leutschau“ (ung. „Lőcsei fehér asszony“) von Maurus Jókai künstlerisch aufgearbeitet. Julianna Korponay wird darin als Verräterin dargestellt und sie wird für die Übergabe der Stadt Leutschau an die kaiserlichen Truppen verantwortlich gemacht. Spätere Untersuchungen ergaben, dass diese Darstellung im Roman nicht den historischen Tatsachen entspricht.
István Andrássy war der Erbauer des Schlosses Betlér. Über das weitere Leben von István Andrássy ist nur wenig bekannt. Weder sein Sterbeort noch das genaue Datum seines Todes konnte bisher ermittelt werden.

## Familie und Nachkommen
István Andrássy war zweimal verheiratet:
1. Ehe mit Erzsébet Barcsay de Nagybarcsa († 6. Dezember 1685 in Bonchida, Siebenbürgen). Diese Ehe blieb kinderlos.
2. Ehe mit der verwitweten Zsófia Serédy de Nagyfalu[4]. Aus dieser Ehe gingen zwei Söhne Ferenc Andrássy († 28. Februar 1789) und József Andrássy hervor.

## Belege und Anmerkungen
1. ↑  György II. Andrássy war der Begründer der "Jüngeren" ('Monoker') Linie der Andrássys
2. ↑  Hannibal Joseph von Heister († 1719) war kaiserlicher Generalmajor und Kommandant in Kroatien.
3. ↑  Georg Wilhelm Löffelholz von Kolberg (* 1661, † 1719) war Kaiserlicher Feldmarschallleutnant und Generalfeldzeugmeister und Oberbefehlshaber der kaiserlichen Truppen.
4. ↑  Zsófia Serédy war verwittert. In erster Ehe war sie mit Ferenc Rhédey de Kisréde (* ~1634, † 25. März 1684 in Klausenburg, Siebenbürgen) verheiratet. Aus dieser Ehe gingen zwei Töchter hervor: Krisztina Rhédey († 27. Januar 1731) und Anna Rhédey.

| Personendaten    | Personendaten                                |
| ---------------- | -------------------------------------------- |
| NAME             | Andrássy, István I.                          |
| ALTERNATIVNAMEN  | Andrássy de Csíkszentkirály, István I.       |
| KURZBESCHREIBUNG | ungarischer Adeliger und General der Kuruzen |
| GEBURTSDATUM     | unsicher: zwischen 1650 und 1660             |
| STERBEDATUM      | um 1720                                      |